# شهرستان مونتگمری (ایلینوی)
شهرستان مونتگمری، (به انگلیسی: Montgomery County) شهرستانی در ایالت ایلی‌نوی ایالات متحده امریکا و بر طبق سرشماری ۲۰۱۰ این شهرستان ۳۰۱۰۴ نفر جمعیت داشته‌است. رشد جمعیت این شهرستان از ۲۰۰۰ تا ۲۰۱۰، حدود ۱٫۸ درصد بوده است

طبق سرشماری ۲۰۱۰، مساحت این شهرستان ۱۸۳۸٫۱ کیلومتر مربع وسعت داشته که از این مقدار ۰٫۸۴ درصد آب و ۹۹٫۱۶ درصد خشکی می‌باشد.

این شهرستان در ۱۸۲۱ ازشهرستان مدیسن و شهرستان باند جدا شد. این شهرستان نام خود را از ریچارد مونتگمری، ژنرال جنگ انقلاب آمریکا که در حال تسحیر شهر کبک کانادا کشته شده، گرفته‌است.

## نگارخانه

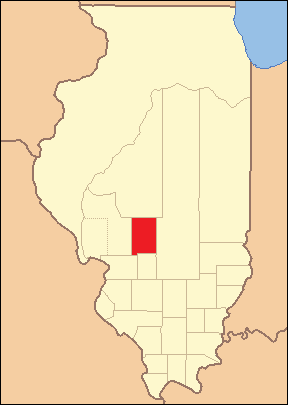
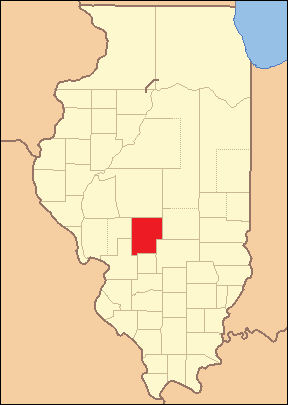
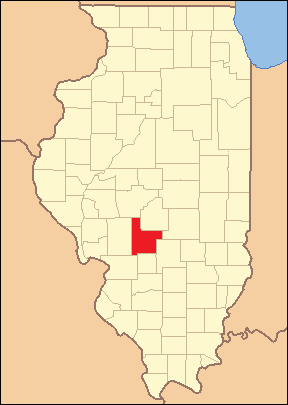

## همسایگان و راه‌ها
همسایگان این شهرستان عبارتند از:
- شمال: شهرستان سنگامون
- شمال‌شرق: شهرستان کریستن
- شرق: شهرستان شل‌بای
- جنوب‌شرق: شهرستان فایتی
- جنوب: شهرستان باند
- جنوب‌غرب: شهرستان مدیسن
- غرب: شهرستان مکوپین
- شمال‌غرب:

راه‌های اصلی این شهرستان:
1. بزرگراه میان‌ایالتی ۵۵
2. جاده ۱۶ ایلی‌نوی
3. جاده ۴۸ ایلی‌نوی
4. جاده ۱۰۸ ایلی‌نوی
5. جاده ۱۲۷ ایلی‌نوی
6. جاده ۱۸۵ ایلی‌نوی

## شهرها
- اوهلمن، ایلی‌نوی
- ایروینگ، ایلی‌نوی
- باتلر، ایلی‌نوی
- پاناما، ایلی‌نوی
- تیلر اسپیرینگ، ایلی‌نوی
- دون نلسون، ایلی‌نوی
- ریموند، ایلی‌نوی
- سکرم سیتی، ایلی‌نوی
- فارمزویلا، ایلی‌نوی
- فیلمور، ایلی‌نوی
- کافین، ایلی‌نوی
- کلاتون، ایلی‌نوی
- لایچفیلد، ایلی‌نوی
- نوکومیس، ایلی‌نوی
- هارول، ایلی‌نوی
- هیلزبرو، ایلی‌نوی، مرکز شهرستان
- والشویلا، ایلی‌نوی
- وگونر، ایلی‌نوی
- ونوح، ایلی‌نوی
- ویت، ایلی‌نوی